# ФК Ранерс
ФК Ранерс (датски Randers FC, на датски се произнася ['ʀɑnɐ̥s], датско произношение) е датски футболен отбор от едноименния град Ранерс. Основан е на 1 януари 2003 г. от обединението на шест местни отбора, от които най-известен е Ранерс Фрея (трикратен носител на купата на Дания, 1967, 1968, 1973). Състезава се в Датската суперлига. Цветовете на отбора са синьо и бяло

## Постижения
- Суперлига
  -  3-то място (1): 2013
- Купа на Дания
  -  Носител (2): 2006, 2020/21
  -  Финалист (1): 2013
- УЕФА Феърплей
  - Победител (2): 2009, 2010

## Български футболисти
- Тодор Янчев: 2006/07 - (30 мача/3 гола)
- Дормушали Саидходжа: 2006/07-наем - (2 мача/0 гола)